# Rally de Letonia de 2024
El Rally de Letonia de 2024, oficialmente 1. Tet Rally Latvia, es la decimosegunda edición y la octava ronda de la temporada 2024 del Campeonato Mundial de Rally. Se celebró del 18 al 21 de julio y contó con un itinerario de veinte tramos sobre tierra que sumaban un total de 300,13 km cronometrados. Fue también la octava ronda de los campeonatos WRC-2 y WRC-3.
Tras once ediciones disputadas en el Campeonato de Europa de Rally con el nombre de Rally Liepāja para su debut en el Campeonato Mundial de Rally se renombro el rally como Rally de Letonia siendo la primera bajo esta nueva denominación pero la decimosegunda si se tienen en cuenta las disputadas con su nombre anterior.
Por tercera vez en la temporada y decimocuarta victoria en su carrera, Kalle Rovanperä se hizo con el triunfo. La posición en la carretera siempre sería un factor crítico, y Rovanpera no solo sacó el máximo partido de salir sexto, sino que ofreció una velocidad constante y tomó decisiones inteligentes con los neumáticos para sellar la victoria. Sébastien Ogier terminó en la segunda posición sin poder acercarse al ritmo de Rovanperä, su ritmo fue suficiente para ser cómodamente segundo. El tercer puesto fue para el estonio Ott Tänak quien se vio beneficiado de los errores de conducción y de un problema mecánicos del ídolo local Mārtiņš Sesks quien demostró estar a la altura de los mejores del mundo a pesar de terminar séptimo debido a ese problema.
En el WRC-2, el sueco Oliver Solberg lideró de principio a fin la prueba de tierra de alta velocidad sin dar posibilidades a sus rivales de superarlo. Después de ganar siete de los primeros ocho tramos, lideraba con más de medio minuto el viernes, Solberg gestionó su velocidad el sábado manteniendo una distancia de medio minuto sobre Mikko Heikkilä, ampliando un poco más la diferencia el domingo donde ganó tres de las cuatro etapas que se diputaron. El último escalón del podio lo ocupó Sami Pajari quien no pudo igualar la velocidad de Heikkilä terminando a solo 7.4 segundos de su compatriota.
En el WRC-3, el joven estonio Joosep Ralf Nõgene logró su primer podio y victoria en la categoría, siendo esta la primera victoria del Renault Clio Rally3 en el certamen. Nõgene dominó con puño de hierro la prueba, ganó diecinueve de las veinte etapas cronometradas, ganando por casi veinte minutos al turco Kerem Kazaz quien al igual que Nõgene logró su primer podio en la categoría.

## Lista de inscritos
| Num.                       | Piloto                   | Copiloto                 | Equipo                           | Automóvil                | Neu.                     |
| World Rally Championship   | World Rally Championship | World Rally Championship | World Rally Championship         | World Rally Championship | World Rally Championship |
| -------------------------- | ------------------------ | ------------------------ | -------------------------------- | ------------------------ | ------------------------ |
| 4                          | Esapekka Lappi           | Janne Ferm               | Hyundai Shell Mobis WRT          | Hyundai i20 N Rally1     | P                        |
| 8                          | Ott Tänak                | Martin Järveoja          | Hyundai Shell Mobis WRT          | Hyundai i20 N Rally1     | P                        |
| 11                         | Thierry Neuville         | Martijn Wydaeghe         | Hyundai Shell Mobis WRT          | Hyundai i20 N Rally1     | P                        |
| 13                         | Grégoire Munster         | Louis Louka              | M-Sport Ford WRT                 | Ford Puma Rally1         | P                        |
| 16                         | Adrien Fourmaux          | Alexandre Coria          | M-Sport Ford WRT                 | Ford Puma Rally1         | P                        |
| 17                         | Sébastien Ogier          | Vincent Landais          | Toyota Gazoo Racing WRT          | Toyota GR Yaris Rally1   | P                        |
| 18                         | Takamoto Katsuta         | Aaron Johnston           | Toyota Gazoo Racing WRT          | Toyota GR Yaris Rally1   | P                        |
| 22                         | Mārtiņš Sesks            | Renārs Francis           | M-Sport Ford WRT                 | Ford Puma Rally1         | P                        |
| 33                         | Elfyn Evans              | Scott Martin             | Toyota Gazoo Racing WRT          | Toyota GR Yaris Rally1   | P                        |
| 69                         | Kalle Rovanperä          | Jonne Halttunen          | Toyota Gazoo Racing WRT          | Toyota GR Yaris Rally1   | P                        |
| World Rally Championship 2 |                          |                          |                                  |                          |                          |
| 20                         | Oliver Solberg           | Elliott Edmondson        | Toksport WRT                     | Škoda Fabia RS Rally2    | P                        |
| 21                         | Sami Pajari              | Enni Mälkönen            | Printsport                       | Toyota GR Yaris Rally2   | P                        |
| 24                         | Gus Greensmith           | Jonas Andersson          | Toksport WRT                     | Škoda Fabia RS Rally2    | P                        |
| 25                         | Josh McErlean            | James Fulton             | Toksport WRT 2                   | Škoda Fabia RS Rally2    | P                        |
| 26                         | Fabrizio Zaldivar        | Marcelo Der Ohannesian   | Fabrizio Zaldivar                | Škoda Fabia RS Rally2    | P                        |
| 27                         | Mikko Heikkilä           | Kristian Temonen         | Mikko Heikkilä                   | Toyota GR Yaris Rally2   | P                        |
| 28                         | Emil Lindholm            | Reeta Hämäläinen         | Emil Lindholm                    | Hyundai i20 N Rally2     | P                        |
| 29                         | Roberto Daprà            | Luca Guglielmetti        | Roberto Daprà                    | Škoda Fabia Rally2 evo   | P                        |
| 30                         | Mauro Miele              | Luca Beltrame            | Mauro Miele                      | Škoda Fabia RS Rally2    | P                        |
| 31                         | Armin Kremer             | Ella Kremer              | Armin Kremer                     | Škoda Fabia RS Rally2    | P                        |
| 32                         | William Creighton        | Liam Regan               | Motorsport Ireland Rally Academy | Ford Fiesta Rally2       | P                        |
| 34                         | Teemu Suninen            | Mikko Markkula           | Teemu Suninen                    | Hyundai i20 N Rally2     | P                        |
| 35                         | Gregor Jeets             | Timo Taniel              | Gregor Jeets                     | Toyota GR Yaris Rally2   | P                        |
| 36                         | Miguel Zaldivar Jr       | Diego Cagnotti           | Miguel Zaldivar Jr               | Škoda Fabia RS Rally2    | P                        |
| 37                         | Rakan Al-Rashed          | Hugo Magalhães           | Printsport                       | Škoda Fabia RS Rally2    | P                        |
| 38                         | Uğur Soylu               | Sener Guray              | Uğur Soylu                       | Škoda Fabia RS Rally2    | P                        |
| 39                         | Matīss Mežaks            | Arnis Ronis              | Matīss Mežaks                    | Škoda Fabia Rally2 evo   | P                        |
| 40                         | Brandon Semenuk          | Keaton Williams          | Brandon Semenuk                  | Toyota GR Yaris Rally2   | P                        |
| 41                         | Artūrs Priednieks        | Janis Kirkovalds         | Artūrs Priednieks                | Škoda Fabia RS Rally2    | P                        |
| World Rally Championship 3 |                          |                          |                                  |                          |                          |
| 43                         | Jan Černý                | Ondřej Krajča            | Jan Černý                        | Ford Fiesta Rally3       | P                        |
| 44                         | Joosep Ralf Nõgene       | Hendrik Kraav            | LightGrey                        | Renault Clio Rally3      | P                        |
| 45                         | Kerem Kazaz              | Corentin Silvestre       | Atölye Kazaz                     | Ford Fiesta Rally3       | P                        |
| 46                         | Enola Hsieh              | Matias Peippo            | Sports Racing Technologies       | Ford Fiesta Rally3       | P                        |
| Fuente: ewrc-results.com   |                          |                          |                                  |                          |                          |

## Itinerario
| Día                      | Tramo | Nombre                    | Distancia | Ganador de la etapa | Automóvil              | Tiempo  | Líder de la general |
| ------------------------ | ----- | ------------------------- | --------- | ------------------- | ---------------------- | ------- | ------------------- |
| Día 1 (18 de julio)      | -     | Cimdenieki (Shakedown)    | 3.58 km   | Ott Tänak           | Hyundai i20 N Rally1   | 1:33.6  | -                   |
| Día 1 (18 de julio)      | SS1   | Biķernieki Track          | 11.00 km  | Kalle Rovanperä     | Toyota GR Yaris Rally1 | 7:28.5  | Kalle Rovanperä     |
| Día 2 (19 de julio)      | SS2   | Milzkalne 1               | 4.99 km   | Kalle Rovanperä     | Toyota GR Yaris Rally1 | 2:31.8  | Kalle Rovanperä     |
| Día 2 (19 de julio)      | SS3   | Tukums 1                  | 27.56 km  | Mārtiņš Sesks       | Ford Puma Rally1       | 13:40.0 | Kalle Rovanperä     |
| Día 2 (19 de julio)      | SS4   | Andumi                    | 17.86 km  | Mārtiņš Sesks       | Ford Puma Rally1       | 9:12.5  | Kalle Rovanperä     |
| Día 2 (19 de julio)      | SS5   | Milzkalne 2               | 4.99 km   | Sébastien Ogier     | Toyota GR Yaris Rally1 | 2:29.6  | Kalle Rovanperä     |
| Día 2 (19 de julio)      | SS6   | Tukums 2                  | 27.56 km  | Kalle Rovanperä     | Toyota GR Yaris Rally1 | 13:27.5 | Kalle Rovanperä     |
| Día 2 (19 de julio)      | SS7   | Strazde                   | 17.44 km  | Kalle Rovanperä     | Toyota GR Yaris Rally1 | 8:22.3  | Kalle Rovanperä     |
| Día 2 (19 de julio)      | SS8   | Talsi                     | 20.52 km  | Kalle Rovanperä     | Toyota GR Yaris Rally1 | 11:30.4 | Kalle Rovanperä     |
| Día 3 (20 de julio)      | SS9   | Pilskalns                 | 18.87 km  | Kalle Rovanperä     | Toyota GR Yaris Rally1 | 8:53.9  | Kalle Rovanperä     |
| Día 3 (20 de julio)      | SS10  | Snēpele                   | 17.52 km  | Kalle Rovanperä     | Toyota GR Yaris Rally1 | 8:15.6  | Kalle Rovanperä     |
| Día 3 (20 de julio)      | SS11  | Īvande                    | 23.04 km  | Ott Tänak           | Hyundai i20 N Rally1   | 11:23.3 | Kalle Rovanperä     |
| Día 3 (20 de julio)      | SS12  | Vecpils 1                 | 12.64 km  | Kalle Rovanperä     | Toyota GR Yaris Rally1 | 5:52.1  | Kalle Rovanperä     |
| Día 3 (20 de julio)      | SS13  | Podnieki                  | 10.09 km  | Kalle Rovanperä     | Toyota GR Yaris Rally1 | 5:06.1  | Kalle Rovanperä     |
| Día 3 (20 de julio)      | SS14  | Vecpils 2                 | 12.64 km  | Kalle Rovanperä     | Toyota GR Yaris Rally1 | 5:40.1  | Kalle Rovanperä     |
| Día 3 (20 de julio)      | SS15  | Dinsdurbe                 | 6.64 km   | Sébastien Ogier     | Toyota GR Yaris Rally1 | 2:54.4  | Kalle Rovanperä     |
| Día 3 (20 de julio)      | SS16  | Liepāja City Stage        | 2.56 km   | Kalle Rovanperä     | Toyota GR Yaris Rally1 | 2:02.5  | Kalle Rovanperä     |
| Día 4 (21 de julio)      | SS17  | Krogzemji 1               | 18.70 km  | Sébastien Ogier     | Toyota GR Yaris Rally1 | 9:19.2  | Kalle Rovanperä     |
| Día 4 (21 de julio)      | SS18  | Mazilmāja 1               | 13.34 km  | Ott Tänak           | Hyundai i20 N Rally1   | 7:09.0  | Kalle Rovanperä     |
| Día 4 (21 de julio)      | SS19  | Krogzemji 2               | 18.70 km  | Ott Tänak           | Hyundai i20 N Rally1   | 9:12.2  | Kalle Rovanperä     |
| Día 4 (21 de julio)      | SS20  | Mazilmāja 2 (Power Stage) | 13.34 km  | Ott Tänak           | Hyundai i20 N Rally1   | 7:06.0  | Kalle Rovanperä     |
| Fuente: ewrc-results.com |       |                           |           |                     |                        |         |                     |

### Power stage
El power stage fue una etapa de 13.34 km al final del rally. Se otorgaron puntos adicionales del Campeonato Mundial a los cinco más rápidos.
| Pos. | Piloto           | Copiloto         | Coche                  | Equipo                  | Tiempo | Puntos |
| ---- | ---------------- | ---------------- | ---------------------- | ----------------------- | ------ | ------ |
| 1    | Ott Tänak        | Martin Järveoja  | Hyundai i20 N Rally1   | Hyundai Shell Mobis WRT | 7:06.0 | 5      |
| 2    | Sébastien Ogier  | Vincent Landais  | Toyota GR Yaris Rally1 | Toyota Gazoo Racing WRT | +0.2   | 4      |
| 3    | Thierry Neuville | Martijn Wydaeghe | Hyundai i20 N Rally1   | Hyundai Shell Mobis WRT | +0.8   | 3      |
| 4    | Takamoto Katsuta | Aaron Johnston   | Toyota GR Yaris Rally1 | Toyota Gazoo Racing WRT | +0.8   | 2      |
| 5    | Elfyn Evans      | Scott Martin     | Toyota GR Yaris Rally1 | Toyota Gazoo Racing WRT | +1.4   | 1      |

## Clasificación final
| World Rally Championship   | World Rally Championship | World Rally Championship | World Rally Championship | World Rally Championship         | World Rally Championship | World Rally Championship | World Rally Championship |
| Pos.                       | Piloto                   | Copiloto                 | Automóvil                | Equipo                           | Neumático                | Tiempo                   | Puntos                   |
| -------------------------- | ------------------------ | ------------------------ | ------------------------ | -------------------------------- | ------------------------ | ------------------------ | ------------------------ |
| 1                          | Kalle Rovanperä          | Jonne Halttunen          | Toyota GR Yaris Rally1   | Toyota Gazoo Racing WRT          | P                        | 2:31:47.6                | 23                       |
| 2                          | Sébastien Ogier          | Vincent Landais          | Toyota GR Yaris Rally1   | Toyota Gazoo Racing WRT          | P                        | +39.2                    | 21                       |
| 3                          | Ott Tänak                | Martin Järveoja          | Hyundai i20 N Rally1     | Hyundai Shell Mobis WRT          | P                        | +1:04.5                  | 17                       |
| 4                          | Adrien Fourmaux          | Alexandre Coria          | Ford Puma Rally1         | M-Sport Ford WRT                 | P                        | +1:31.5                  | 10                       |
| 5                          | Elfyn Evans              | Scott Martin             | Toyota GR Yaris Rally1   | Toyota Gazoo Racing WRT          | P                        | +1:42.7                  | 10                       |
| 6                          | Takamoto Katsuta         | Aaron Johnston           | Toyota GR Yaris Rally1   | Toyota Gazoo Racing WRT          | P                        | +2:07.0                  | 5                        |
| 7                          | Mārtiņš Sesks            | Renārs Francis           | Ford Puma Rally1         | M-Sport Ford WRT                 | P                        | +2:45.4                  | 13                       |
| 8                          | Thierry Neuville         | Martijn Wydaeghe         | Hyundai i20 N Rally1     | Hyundai Shell Mobis WRT          | P                        | +2:46.4                  | 6                        |
| 9                          | Grégoire Munster         | Louis Louka              | Ford Puma Rally1         | M-Sport Ford WRT                 | P                        | +5:23.1                  | 2                        |
| 10                         | Oliver Solberg           | Elliott Edmondson        | Škoda Fabia RS Rally2    | Toksport WRT                     | P                        | +8:37.9                  | 1                        |
| World Rally Championship 2 |                          |                          |                          |                                  |                          |                          |                          |
| 1 (10.)                    | Oliver Solberg           | Elliott Edmondson        | Škoda Fabia RS Rally2    | Toksport WRT                     | P                        | 2:40:25.5                | 25                       |
| 2 (11.)                    | Mikko Heikkilä           | Kristian Temonen         | Toyota GR Yaris Rally2   | Mikko Heikkilä                   | P                        | +37.4                    | 18                       |
| 3 (12.)                    | Sami Pajari              | Enni Mälkönen            | Toyota GR Yaris Rally2   | Printsport                       | P                        | +44.8                    | 15                       |
| 4 (15.)                    | Fabrizio Zaldivar        | Marcelo Der Ohannesian   | Škoda Fabia RS Rally2    | Fabrizio Zaldivar                | P                        | +3:01.8                  | 12                       |
| 5 (16.)                    | William Creighton        | Liam Regan               | Ford Fiesta Rally2       | Motorsport Ireland Rally Academy | P                        | +4:27.7                  | 10                       |
| 6 (17.)                    | Roberto Daprà            | Luca Guglielmetti        | Škoda Fabia Rally2 evo   | Roberto Daprà                    | P                        | +4:45.3                  | 8                        |
| 7 (19.)                    | Gregor Jeets             | Timo Taniel              | Toyota GR Yaris Rally2   | Gregor Jeets                     | P                        | +9:22.4                  | 6                        |
| 8 (21.)                    | Josh McErlean            | James Fulton             | Škoda Fabia RS Rally2    | Toksport WRT 2                   | P                        | +11:34.9                 | 4                        |
| 9 (22.)                    | Armin Kremer             | Ella Kremer              | Škoda Fabia RS Rally2    | Armin Kremer                     | P                        | +11:49.1                 | 2                        |
| 10 (23.)                   | Rakan Al-Rashed          | Hugo Magalhães           | Škoda Fabia RS Rally2    | Printsport                       | P                        | +15:56.9                 | 1                        |
| World Rally Championship 3 |                          |                          |                          |                                  |                          |                          |                          |
| 1 (20.)                    | Joosep Ralf Nõgene       | Hendrik Kraav            | Renault Clio Rally3      | LightGrey                        | P                        | 2:51:52.1                | 25                       |
| 2 (27.)                    | Kerem Kazaz              | Corentin Silvestre       | Ford Fiesta Rally3       | Atölye Kazaz                     | P                        | +19:18.3                 | 18                       |
| Fuente: ewrc-results.com   |                          |                          |                          |                                  |                          |                          |                          |